# 签名银行
签名银行（英語：Signature Bank）是一家总部位于纽约的全方位服务商业银行，在纽约州、康涅狄格州、加利福尼亚州、内华达州和北卡罗来纳州设有40个私人客户办事处。